# 35350 Lespaul
35350 Lespaul è un asteroide della fascia principale. Scoperto nel 1997, presenta un'orbita caratterizzata da un semiasse maggiore pari a 3,2130448 UA e da un'eccentricità di 0,1129570, inclinata di 5,09371° rispetto all'eclittica.